# التحالف الإنجليزي النمساوي
يربط التحالف الإنجليزي النمساوي بين مملكة بريطانيا العظمى وملكية هابسبورغ خلال النصف الأول من القرن الثامن عشر. كان هذا التحالف إلى حد كبير بتدبير رجل الدولة البريطاني دوق نيوكاسل، الذي اعتبر أن التحالف مع النمسا ضروري لمنع توسع القوى الفرنسية.
استمر التحالف من عام 1731 إلى عام 1756، وشكّل جزءًا من رباعية ثابتة غيرت بها دول أوروبا العظمى باستمرار تحالفاتها لمحاولة الحفاظ على توازن ميزان القوى في أوروبا. أدى انهيارها خلال الثورة الدبلوماسية في النهاية إلى حرب السنوات السبع.

## الخلفية
في عام 1725، وقّعت النمسا على معاهدة فيينا، حيث قدمت الدعم المادي للإسبان في جهودهم الرامية لاستعادة جبل طارق من البريطانيين. تحالفت بريطانيا مع فرنسا بعد ذلك، إلا أن العلاقة كانت تتدهور ببطء، وبحلول عام 1731، كانتا على وشك تجدد العداء. في عام 1727، عندما حاصر الإسبان جبل طارق خلال الحرب الإنجليزية الإسبانية، أقنع الدبلوماسيون البريطانيون النمساويين بعدم مساعدة الإسبان عبر تقديم عدد من عقود الامتياز. أُجبرت إسبانيا المهانة على كسر الحصار وصنع السلام.
كان هناك عدد من شخصيات النمسوفيل البارزة تدعو إلى تحالف بريطاني مع النمسا لبعض الوقت، حيث كان يُنظر إلى النمسا على أنها البلد الوحيد الذي يمتلك قوات برية يمكن أن تضاهي الفرنسيين في القارة. تلقى النمسوفيل بعض التعزيز عندما أُجبر أكبر خصم للنمسا -اللورد تاونشند- على الاستقالة من منصبه في عام 1730. مهد ذلك الطريق للتقارب الكامل بين لندن وفيينا ومنح دوق نيوكاسل مزيدًا من السيطرة على السياسة الخارجية البريطانية. كان مقتنعًا بشدة أن التحالف مع النمسا أمر ضروري.

## التحالف

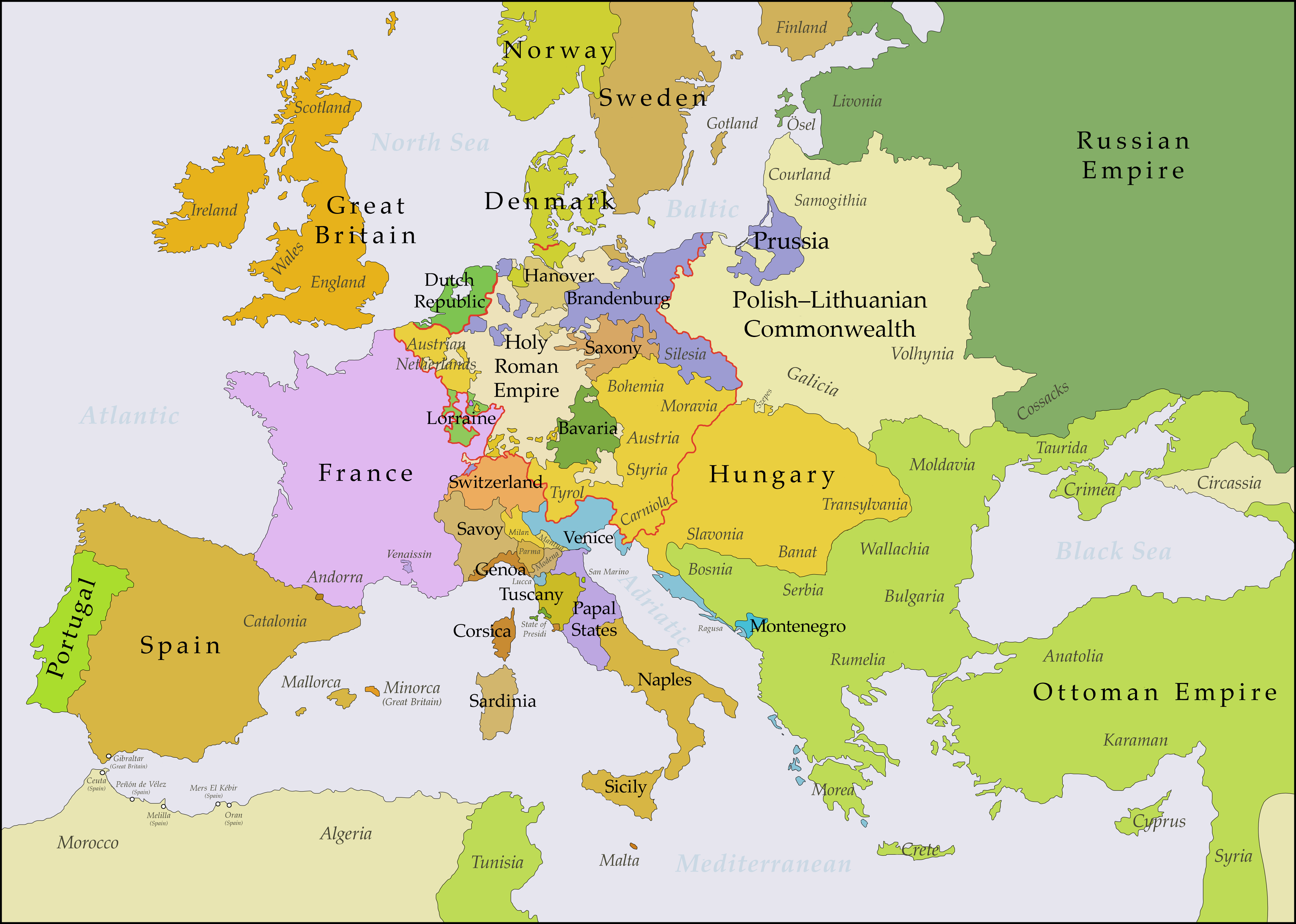
أوروبا في سنوات ما بعد معاهدة إكس لا شابيل

في عام 1727، وافق النمساويون على إيقاف شركة أوستند، التي كانت تجارتها الخارجية مصدرًا دائمًا للتوتر مع البريطانيين. أرسى ذلك الأساس لمعاهدة فيينا، التي أقامت تحالفًا رسميًا بين القوتين. وُقعِت في 16 مارس 1731 من قبل الأمير يوجين، والكونت سينزندورف، والكونت ستارهيمبرغ والمبعوث البريطاني إيرل من تشيسترفيلد. وكانت إحدى النتائج الفورية هي حل شركة أوستند بالكامل، ما أسعد الحكومة البريطانية. قدمت بريطانيا والنمسا ضمانًا متبادلًا ضد العدوان.
قدم البريطانيون الدعم المادي للنمساويين في حرب الخلافة النمساوية على شكل قوات بريطانية، وقدموا إعانات مالية كبيرة سمحت لماريا تيريزا بتأمين العرش النمساوي، في تحدٍ لقانون السالي. بحلول عام 1745، بدا أن النمسا كانت في خطر كبير من الاجتياح والتقسيم الكاملين من قِبل بروسيا وفرنسا، لكن الحملة البريطانية ضد الفرنسيين في فلاندر أبعدت القوى الفرنسية الحيوية؛ ما سمح للنمساويين بالرد بهجوم مضاد.
مارس البريطانيون ضغوطًا دبلوماسية لإقناع فريدريش العظيم البروسي بالموافقة على وقف إطلاق النار في معاهدة دريسدن حتى يتمكن النمساويون من تحويل اهتمامهم الكامل ضد الفرنسيين.
ضُغط على التحالف في بعض الأحيان بشدة. اعتقد النمساويون أن البريطانيين لم يفعلوا شيئًا كبيرًا لمنع فرنسا من احتلال بروكسل في عام 1746، ما أدى إلى زيادة تصعيد النزاع.
كانت الفترة الأسوأ هي خلال مؤتمر بريدا، الذي هدِف إلى التفاوض على إنهاء الحرب والوصول إلى التسوية النهائية في معاهدة إكس لا شابيل في عام 1748. استاء البريطانيون، الذين كانوا يأملون في إبرام الاتفاقية بسرعة، من تقدم النمسا البطيء في الموافقة على الشروط. وهددوا في النهاية بالتوقيع على المعاهدة بشكل منفرد إن لم توافق النمسا عليها في غضون ثلاثة أسابيع.
وقعت النمسا المعاهدة على مضض، لكنها استاءت بشكل خاص من تحقيق مكاسب مادية قليلة لجهودهم في الحرب، إلا أن البريطانيين اعتبروا أن الشروط التي قدمها الفرنسيون سخية للغاية.
على أي حال، بدت الدلائل جيدة للتحالف. كان للنمساويين مؤيد متحمس في نيوكاسل، ويبدو أنه ليس لديه حليف رئيس آخر يلجؤون إليه. اعتبر البريطانيون التحالف جزءًا من نظام نيوكاسل للحفاظ على أمن ألمانيا من خلال إنشاء تحالف بين بريطانيا وهانوفر والنمسا وجمهورية هولندا.

## الانهيار
كان ما يزال في النمسا بعض الشكوك المزعجة في أن البريطانيين لم يكونوا ملتزمين تمامًا بالتحالف. سُلط الضوء على غياب بريطانيا عن حرب الخلافة البولندية وفشلها في الإصرار على عودة سيليزيا إلى النمسا في معاهدة إكس لا شابيل كعلامة على سوء نية بريطانيا. في الأساس، كان يُعتقد أن بريطانيا لا تهتم بالتحالف إلا عندما يناسب أهدافها الخاصة. كان من أبرز المؤثرين المناهضين للبريطانيين ونزيل أنطون غراف كاونيتز، الذي أصبح وزيرًا للخارجية في عام 1753.
في عام 1756، بعد الاشتباه في أن بروسيا كانت على وشك أن تشن غزوًا على بوهيميا وخوفها من أن البريطانيين لن يفعلوا شيئًا لمساعدتهم بسبب انشغالهم بنزاع مع فرنسا حول ولاية أوهايو، أبرمت النمسا تحالفًا مع عدوها التقليدي، فرنسا. عقدت بريطانيا، التي تُركت في العراء، تحالفًا متسرعًا مع بروسيا، على أمل أن يمنع توازن القوى الجديد الحربَ.
بسبب عدم قدرتها على السيطرة على حليفها البروسي، فريدريك العظيم، الذي هاجم النمسا في عام 1756، أوفت بريطانيا التزامها تجاه البروسيين وصاغت التحالف الإنجليزي البروسي. على الرغم من أن بريطانيا والنمسا لم تعلنا الحرب ضد بعضهما، كانتا متفقين في ذلك الوقت على معارضة الحلف في حرب أوروبا الرئيسة. أثناء الاستيلاء على إمدن في عام 1758، اقتربت القوات البريطانية والنمساوية من الشروع في حرب مفتوحة. على الرغم من الجهود التي بذلتها النمسا خلال الحرب، لم تتمكن في النهاية من استعادة سيليزيا، وأكدت معاهدة باريس لعام 1763 سيطرتها البروسية عليها.

## التبعات
كانت بريطانيا تنمو بشكل أقل ملاءمة للنمسا، ورأى النمسوفيل أن نفوذهم يتجه نحو الانخفاض في بريطانيا خلال حرب السنوات السبع وبعدها. كانت النمسا تُعتبر الآن استبدادية بصورة متزايدة ومقاومة لانتشار الديمقراطية الليبرالية البريطانية.
في عام 1778، عندما دخلت فرنسا حرب الاستقلال الأمريكية في محاولة لتقديم المساعدة للمستعمرين الأمريكيين في الحصول على استقلالهم، سعت بريطانيا إلى كسب الدعم النمساوي لجهودهم في قمع التمرد. كان يعتقد أن دخول النمسا في الحرب كان سيسحب القوات الفرنسية التي أرسلت إلى أمريكا. ومع ذلك، رفضت النمسا حتى النظر بجدية في الاقتراح.
أصبحت بريطانيا والنمسا في وقت لاحق حليفتين خلال الحروب النابليونية، لكنهما كانتا جزءًا من تحالف أوسع مناهض للفرنسيين، ولم تكن العلاقة في أي مكان أقرب مما كانت عليه خلال عهد التحالف. مرة أخرى، أصبحت الإعانات البريطانية حاسمة لوضع الجيوش النمساوية في الميدان، كما حدث أثناء حملة فلاندر 1793-1794، عندما تلقوا مليون جنيه إسترليني.